# Muscicapida
Als Muscicapida wird ein artenreiches Taxon innerhalb der Unterordnung der Singvögel bezeichnet, das etwa 19 Familien mit über 150 Gattungen und 850 Arten aus der weiteren Verwandtschaft der Fliegenschnäpper und Drosseln beinhaltet.
Taxa, welche die beiden nahe verwandten Familien Turdidae (Drosseln) und Muscicapidae (Fliegenschnäpper) beinhaltet, werden in der Fachliteratur traditionell als Überfamilie „Muscicapoidea“ oder ähnlich bezeichnet. Die molekulargenetischen Untersuchungen der letzten Jahrzehnte hat neben einer Klade aus 5–7 Familien, die insbesondere auch noch die Stare (Sturnidae) enthält, auch eine deutlich größere Klade mit knapp 20 Familien festgestellt, die darüber hinaus auch die Goldhähnchen, Zaunkönige, Seidenschwänze und deren Verwandte enthält. In neuerer Zeit wird diese Gruppe unter dem Namen Muscicapida geführt, wobei die Endung „-ida“ auf den Rang einer Parvordnung verweist (Oliveros et al. 2019). Im Folgenden wird dieser Bezeichnung gefolgt, und innerhalb dieser Parvordnung bezeichnet die Überfamilie Muscicapoidea (sensu stricto) dann ein Taxon, das aus der kleineren Klade mit hier 7 Familien besteht.

## Beschreibung
Die Vertreter der Muscicapida sind typischerweise kleine bis mittelgroße Singvögel. Größe und Gewicht variieren von 9 Zentimeter und 5 Gramm bei den Goldhähnchen bis gut 35 Zentimeter und 150 Gramm z. B. bei der Riesendrossel und einigen Staren. Die Weißhalsatzel (Streptocitta albicollis) erreicht mit extrem langen Schwanz sogar 50 cm Körperlänge, Beos (Gattung Gracula) erreichen über 200 g Körpergewicht, der Niasbeo (Gracula robusta) teilweise in Gefangenschaft sogar ein Gewicht bis 400 g.
Der sexuelle Dimorphismus – das Auftreten von zwei deutlich verschiedenen Erscheinungsvorkommen der Geschlechter bei derselben Art – ist bei vielen Arten gering. Männchen zeichnen sich teilweise durch etwas stärkerer Gefiederfärbung aus, wie dies bspw. bei der Amsel der Fall ist, oder sind zuweilen, wie beim Gartenrotschwanz, auch deutlich bunter. Typisch für die Gruppe ist aber eher, dass oft auch Weibchen auffällig bunt sind, wie z. B. bei vielen Glanzstaren. Ein wesentlicher Größenunterschied zwischen den Geschlechtern kommt nicht vor.
Beim Aussehen ist die Variation unter den verschiedenen Arten insgesamt recht groß. So wurde die Gruppe auch nicht aufgrund morphologischer Ähnlichkeiten, sondern erst durch molekulargenetische Untersuchungen erkannt.
Ähnlichkeiten in der Gruppe erkennt man hingegen bei der Ernährung. Der Schnabel ist im Allgemeinen spitz und nur bei einigen Starenarten, wie den Mainas und Atzeln sowie bei den Madenhackern etwas robuster. Die Arten der Gruppe ernähren sich oft von Wirbellosen (Würmer, Arthropoden, Schnecken), aber auch von Obst, insbesondere Beeren. Die individuelle Variabilität ist allerdings innerhalb der Gruppe sehr unterschiedlich ausgeprägt. Während sich bspw. Seidenschwänze fast ausschließlich von Beeren ernähren und Goldhähnchen rein insektivor leben, sind insbesondere Stare oft sehr vielseitig und beinahe omnivor. Reine Körner- und Samenfresser kommen nicht vor.
Typisch für viele Arten sind auch relativ starke Beine, die ein oft schnelles Herumlaufen auf dem Boden zum Zweck der Nahrungssuche ermöglichen. Diese Eigenschaft ist besonders im Vergleich zur Schwestergruppe der Grasmückenartigen (Sylviida) auffällig (dort mit Ausnahme der Lerchen). Eine weitere Gemeinsamkeit, die viele Arten der Muscicapida teilen, ist der oft wohltönende und komplexe Gesang, wie dies bspw. von vielen Drosseln, Nachtigallen und auch Zaunkönigen bekannt ist. Spottdrosseln sind schon vom Namen her für ihre Imitationsleistungen bekannt; der Beo gilt als der „sprachbegabteste“ Vogel überhaupt.

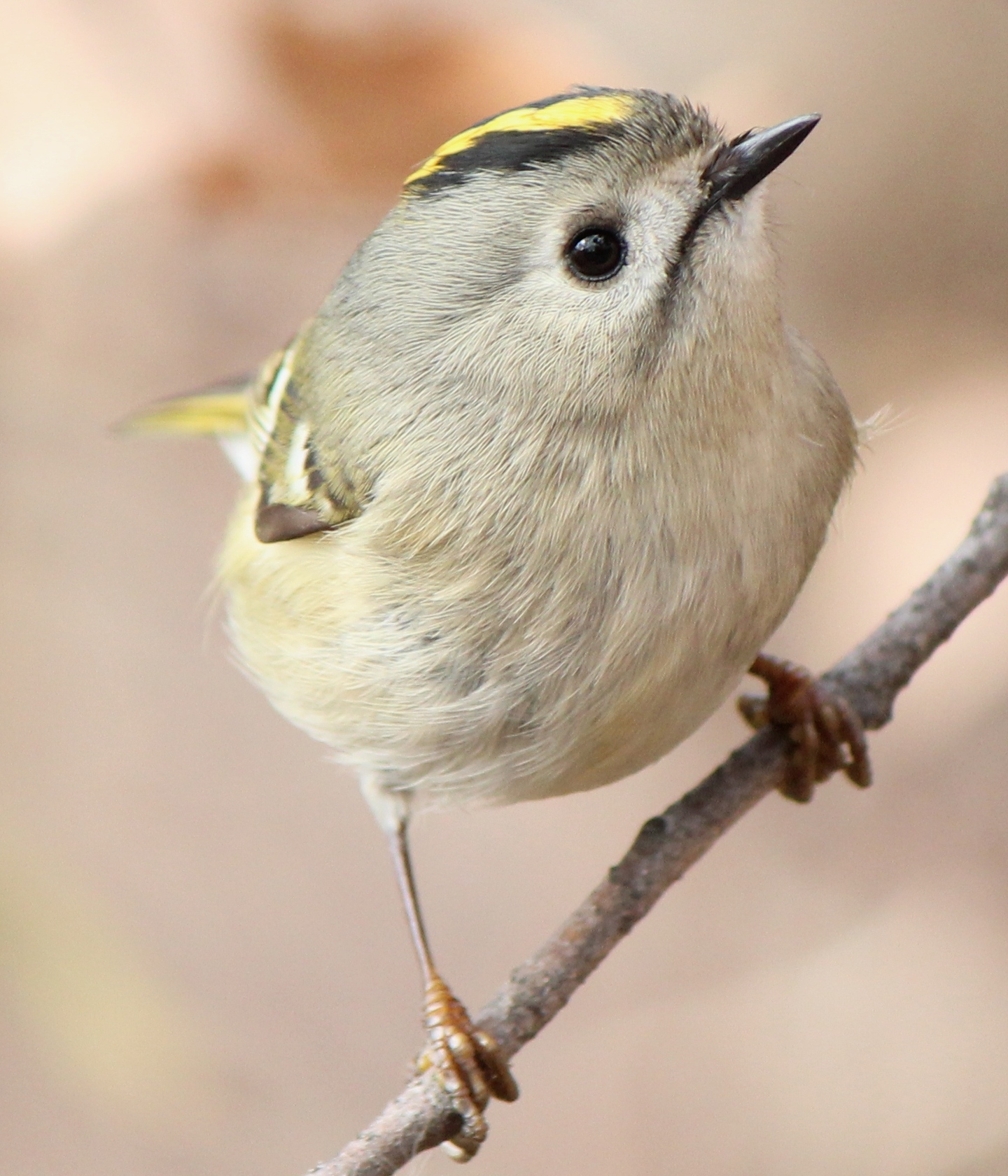
Wintergoldhähnchen (Regulus regulus): besonders klein
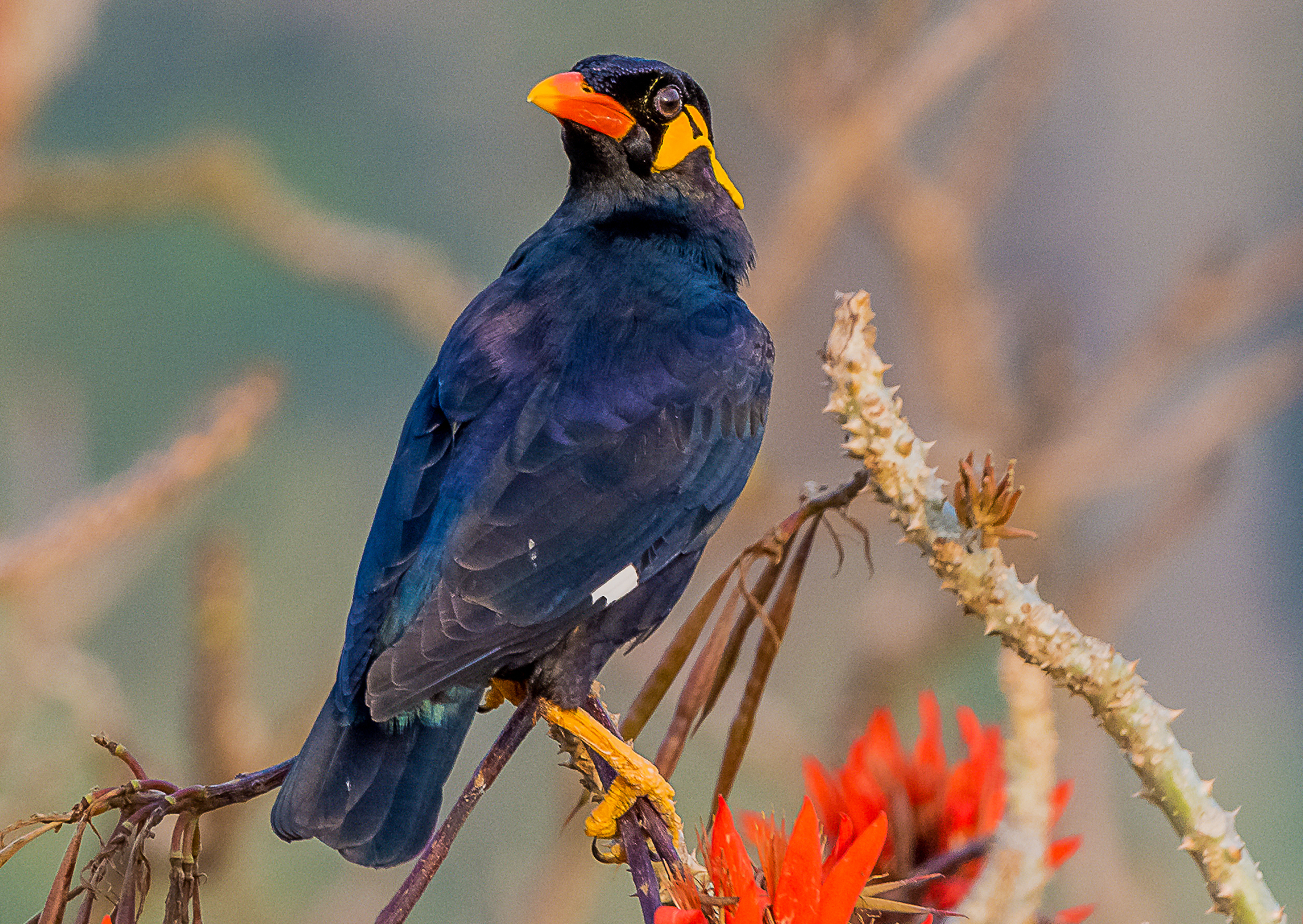
Beo (Gracula religiosa): besonders groß mit ungewöhnlichem Schnabel
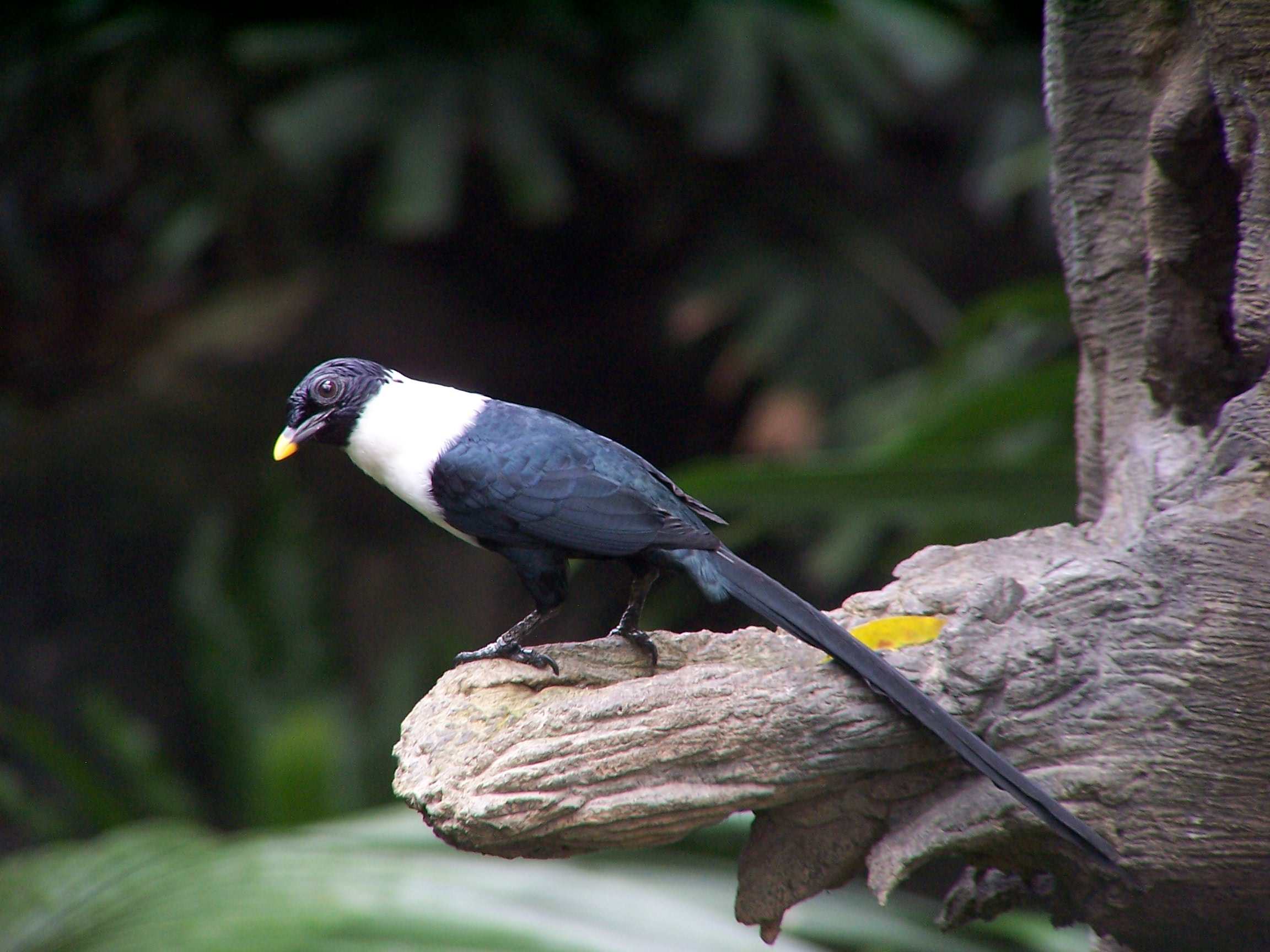
Weißhalsatzel (Streptocitta albicollis): mit langem Schwanz
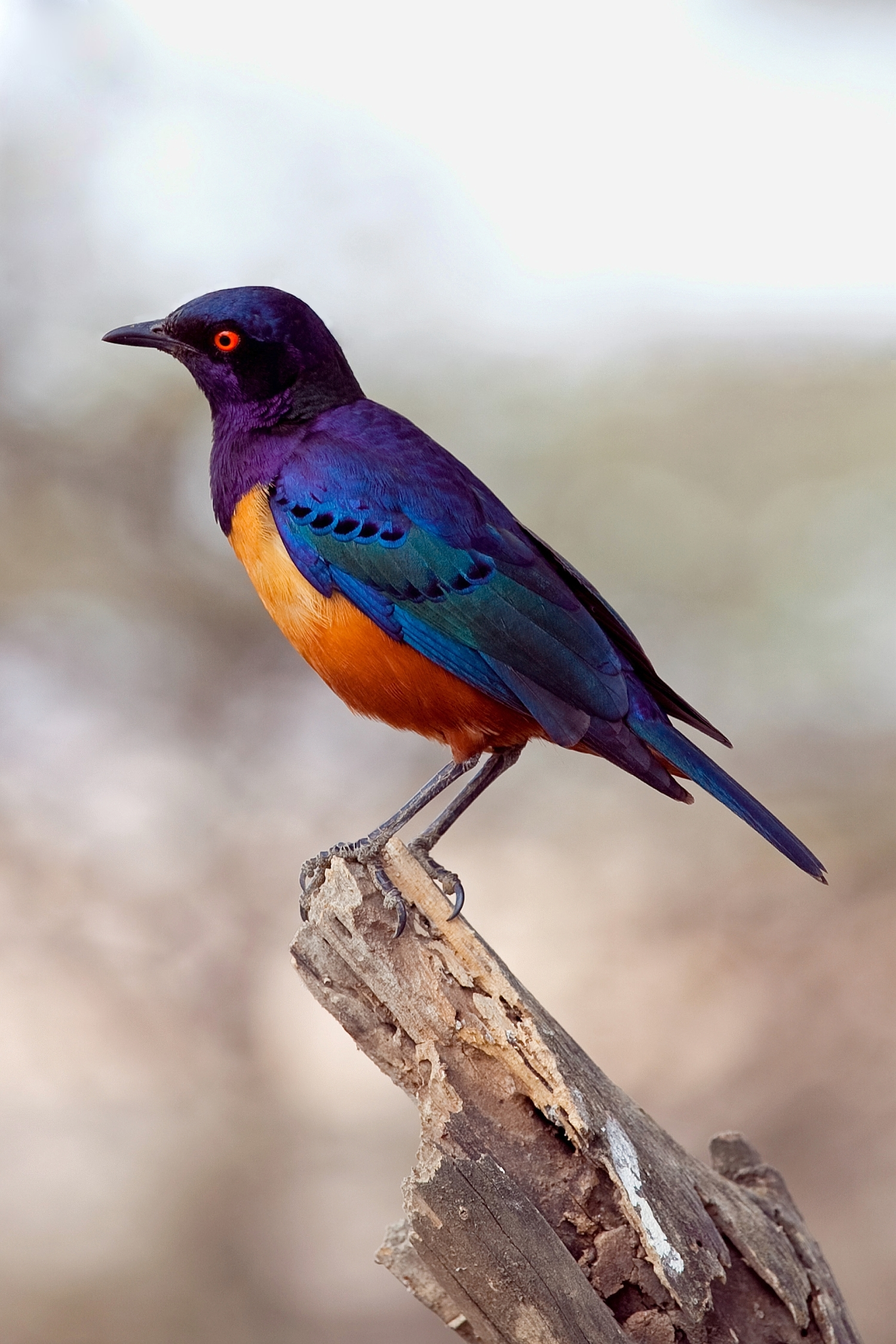
Hildebrandtglanzstar (Lamprotornis hildebrandti): bunte Weibchen
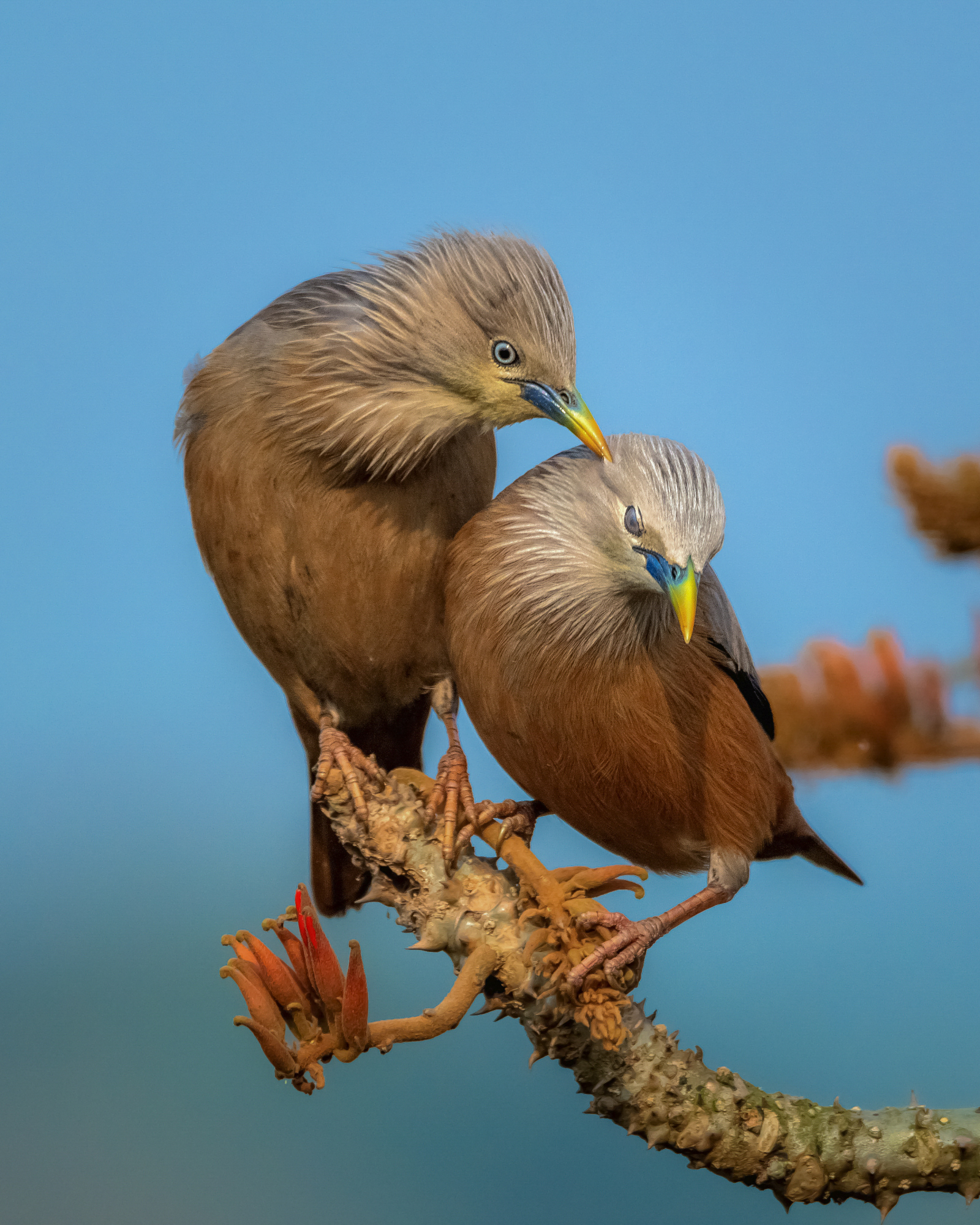
Graukopfstar (Sturnia malabarica): Männchen und Weibchen optisch ununterscheidbar

## Systematik

### Forschungsgeschichte
Das hier behandelte Taxon Muscicapida bezieht sich im heutigen Sinne auf die kleinste Abstammungsgemeinschaft (Klade), die sowohl die Fliegenschnäpper und Drosseln als auch die Seidenschwänze enthält. Sowohl die innere phylogenetische Struktur dieser Gruppe als auch ihre Abgrenzung und Stellung nach außen können heute als weitgehend geklärt angesehen werden. Die Gruppe im Sinne eines großen Singvogel-Taxon, das maßgebliche Teile der hier dargestellten Klade umfasst, hat allerdings in den vergangenen drei Jahrhunderten einen starken Wandel in Umfang, Zusammensetzung und Benennung durchgemacht.
Der Name der Gruppe geht auf das lateinische „Muscicapa“ von lat. musca „Fliege“ und capere „fangen“, also den Begriff für „Fliegenschnäpper“ zurück. Die erste Nennung eines Taxons dieses Namens ist durch den französischen Zoologen Mathurin-Jacques Brisson im Jahr 1760 belegt, der damit die Gattung Muscicapa bezeichnet. Der schottischer Naturforscher John Fleming beschreibt 1822 dann die Gruppe als Familie, die heute Muscicapidae genannt wird.
Schon im 19. Jahrhundert fällt auch die enge Verwandtschaft der insektenfressenden Singvogelgruppen, insbesondere der Fliegenschnäpper und der Drosseln (Gattung Turdus, Linnaeus 1758 und Familie Turdidae, Rafinesque 1815) auf, wobei es zunehmend zu Abgrenzungsschwierigkeiten untereinander, aber auch nach außen kommt. Gegen Ende des 19. Jahrhunderts beschreibt Henry Seebohm in seiner Monographie über die Familie der Drosseln eine breitere Gruppe von verwandten Singvögeln. Diese charakterisiert er durch die Eigenschaften nur einer Herbstmauser und gefleckten Gefieders bei Jungvögeln. Die folgenden Jahrzehnte sind dann geprägt von einer immer größeren Ausdehnung der Familie Muscicapidae weit über die Drosseln hinaus, wobei für alle Taxa, die sowohl Fliegenschnäpper als auch Drosseln enthalten, in der Benennung traditionell Namen auf „Muscicap...“ und nicht „Turd...“ genutzt werden. Ernst Hartert schlägt 1910 dann eine große Familie von „Altwelt-Insektenfressern“ vor, die auf morphologischen Ähnlichkeiten beruht. Diese von ihm als „Muscicapidae im weiteren Sinne“ bezeichnete Gruppe enthält nun auch Grasmückenartige, Monarchen und Timalien, da er eine Abgrenzung der damals unterschiedenen Familien voneinander für nicht gerechtfertigt hält, während er eine Abgrenzung zu den Zaunkönigen für möglich hält.
Einen Höhepunkt erlebt dieses „lumping“ in den 1950er Jahren als dann auch noch neuweltliche und schließlich australische Arten mit unter den Schirm dieser Familie gefasst werden. Ernst Mayr und Dean Amadon beschreiben 1951 ein Taxon mit über 1400 Arten als „primitive insect eaters“ („urtümliche Insektenfresser“), die nach jetzigem Wissen teilweise nur entfernt miteinander verwandt sind.
In der Rückschau ist die in dieser Zeit vorgeschlagene Systematik der Singvögel „vom Fliegenschnäpper-Typ“ eher ein Schaukasten für die Problematik der Phylogenie in vor-molekulargenetischer Zeit. In der Gruppe waren mit den Staffelschwänzen (Maluridae) phylogenetisch maximal von den Drosseln und Fliegenschnäppern entfernte Singvogelarten enthalten: heute sind die Staffelschwänze als Angehörige der basalen Gruppen des gesamten Singvogelstammbaums erkannt. Auch enthielt die Gruppe heute als Corviden, also mit den Rabenvögeln nahe verwandte Arten, wie die australischen Drosselflöter und vor allem die große Gruppe der Monarchen. Dagegen waren die nach heutigem Wissen nahe verwandten Stare nicht in dieser Großfamilie versammelt, sondern wurden in die Nähe der Pirole gestellt. Aber es sind in dieser Zeit auch Gruppen hinzugekommen, deren Verwandtschaftsstatus heute Bestand hat: beispielsweise die vor allem auf dem amerikanischen Kontinent verbreiteten Wasseramseln, Zaunkönige und Spottdrosseln.
Zweifel an der Monophylie dieser übergroßen Familie kommen in den folgenden Jahrzehnten vermehrt auf, insbesondere bei den australischen Gruppen. Dennoch wird in vielen Checklisten der 1960er Jahre weiterhin diese Struktur genutzt.
Insbesondere die Auflösung der großen Gruppe bereitet Schwierigkeiten. 1975 kann P. L. Ames strukturelle Besonderheiten der Syrinx bei Drosseln und Fliegenschnäppern nachweisen, die aber nicht bei Timalien, Grasmücken und Monarchen vorliegen. Dies ist ein starkes Indiz für die enge Verwandtschaft der Muscicapidae (sensu stricto) und Turdidae, zeigt aber die Unterschiede zu den anderen Gruppen auf. Der amerikanische Ornithologe Joel Cracraft stellt den Stand im Jahr 1981 durch die Einführung übergeordneter Taxa derart dar, dass er eine Teilordnung „Muscicapi“ einführt, die neben Braunellen und Stelzenverwandten eine Überfamilie „Muscicapoidea“ aus Fliegenschnäppern, Drosseln, Spottdrosseln, Zaunkönigen und Wasseramseln enthält.
Der große Durchbruch gelingt allerdings erst mit dem Aufkommen von molekulargenetischen Methoden. Erste Schritte unternimmt hier vor allem Charles Sibley, der die Technik der DNA-DNA-Hybridisierung zur Untersuchung der Verwandtschaftsverhältnisse (insbesondere) der Singvögel einsetzt. Dies führt schon in den 1980er-Jahren zu einer Aufteilung der „Muscicapidae im weiteren Sinne“ in viele Familien und der Erkenntnis, dass diese teilweise phylogenetisch weit entfernt voneinander entfernt liegen. Auch wenn diese Technik aus heutiger Sicht durchaus problematisch ist und teilweise auch zu Vorschlägen führte, die sich später als inkorrekt erwiesen, weisen die Erkenntnisse den Weg, der seither zur immer besseren Klärung der Struktur geführt hat.
F. K. Barker et al. führen in den frühen 2000er-Jahren eine Reihe von moderneren molekulargenetischen Untersuchungen durch, in denen sie Daten aus der Sequenzierung von nukleären Genen nutzen. Damit gelingt es, eine phylogenetische Struktur immer besser aufzuzeigen, die sich heute in großen Teilen betätigt hat. Es zeigt sich, dass die Schwestergruppe der Corviden innerhalb der Singvögel drei große Teilkladen enthält. Eine dieser drei Kladen wird „Muscicapoidea“ genannt und enthält neben Fliegenschnäppern, Drosseln, Spottdrosseln, Zaunkönigen und Wasseramseln nun auch Baumläufer, Kleiber und Stare. Schließlich konnte auch eine Gruppe rund um die Seidenschwänze und Seidenschnäpper, die heute als Überfamilie Bombycilloidea noch als weitere verwandte Gruppe zu den vorigen aufgezählten bestätigt werden, sodass die äußere Struktur weitgehend geklärt war.
Durch die bessere Auflösung der inneren Struktur traten aber neue Probleme im Sinne der Paraphylie auf Familienebene und darunter auf, vor allem im großen Komplex der Drosseln und Fliegenschnäpper. Als problematisch hatte sich u. a. die traditionelle Zuordnung der Schmätzer (Saxicolinae) zu den Drosseln erwiesen. Schon seit der auf Grundlage von DNA-DNA-Hybridisierung vorgeschlagenen Sibley-Ahlquist-Taxonomie zeigte sich, dass diese in die Familie der Fliegenschnäpper (sensu stricto) gehören. Eine Reihe moderner Untersuchungen, die alle mit der Methode der Sequenzierungen von nukleärer sowie mitochondrialer Gene durchgeführt wurden, konnten diese Strukturen bis auf Gattungs- und Artniveau klären.

### Äußere Systematik
Die äußere Systematik hat sich in den letzten Jahren (Stand 2023) weitestgehend geklärt. Eine umfassenden molekulargenetischen Studie über die Familienstruktur der Singvögel von Carl Oliveros et al. aus dem Jahr 2019 stellt dabei für die Darstellung der Phylogenie im Folgenden die wesentliche Grundlage. Die Kladen oberhalbe der Familienebene werden in der Literatur allerdings zurzeit nicht einheitlich bezeichnet; bis 2019 wurden die größten Gruppen innerhalb der Singvogel-Teilordnung Passerides meist als Überfamilien („-oidea“) bezeichnet und die Teilordnung Passerides selbst wurde als Parvordnung Passerida bezeichnet. Die von Oliveros et al. vorgeschlagenen Bezeichnungen (alte Parvordnung → neue Teilordnung, alte Überfamilien → neue Parvordnungen, alte große Teilkladen innerhalb der Überfamilien → neue Überfamilien) haben jedoch den Vorteil, dass die seither eindeutiger geklärte Substruktur der großen Kladen nun ebenfalls eine Einteilung in Unterfamilien nahelegt. Dies wird im Folgenden daher auch so dargestellt.
Als Parvordnung im Sinne von Oliveros et al. stellt die Gruppe Muscicapa mit etwa 19 Familien, 150 Gattungen und 850 Arten das Schwestertaxon der Parvordnung Passerida dar, die ihrerseits etwa 30 u. a. mit den Sperlingen, Finken, Stelzen und Piepern verwandte Familien umfasst. Die nächst verwandte Parvordnung bilden die Sylviida mit etwa 30 Familien aus der Verwandtschaft der Grasmückenartigen und Lerchen. Zusammen bilden diese drei Kladen die Teilordnung der Passerides, die als Schwestertaxon der Teilordnung Corvides den Großteil derjenigen Singvögel umfasst, die nicht näher mit den Krähen und Raben verwandt sind. Diese Einteilung ist im Wesentlichen schon Anfang der 2000er-Jahre stabil erkannt worden (s. bspw. Barker et al. 2002) und wird auch von neueren Studien detailliert so wiedergegeben.
Auch für die stammesgeschichtliche Entwicklung liegen mittlerweile recht gute Daten vor. Die drei großen Kladen (Parvordnungen) der Teilordnung Passerides (Sylviida, Muscicapida, Passerida) haben sich nach der Hypothese von Oliveros et al. nach dem Ende einer längeren Kaltzeit im Oligozän vor etwa 28 Millionen Jahren (Ma) auf dem eurasischen Kontinent getrennt. Dabei trennt sich zunächst eine gemeinsame Klade aus Muscicapida und Passerida von den Sylviida, die sich dann zunächst auf dem afrikanischen Kontinent weiter diversifizieren. Die Passerida trennen sich wenig später (≈26 Ma) von den Muscicapida weiterhin in Eurasien. Beide Gruppen „entsenden“ allerdings im Lauf des frühen bis mittleren Miozän (≈23–15 Ma) Teile auf den amerikanischen Kontinent. Dazu unten mehr.

### Innere Systematik
Wie sich durch die Forschung der letzten Jahrzehnte gezeigt hat, kann man die innere Struktur der Parvordnung Muscicapida grob durch vier Kladen beschrieben, die im Sinne von Oliveros et al. als Überfamilien bezeichnet werden. Wie im nebenstehenden Kladogramm zu erkennen ist, steht dabei die relativ kleine Überfamilie Bombycilloidea der Seidenschwanzverwandten mit ihren 6 Familien und nur 15 Arten basal in der Parvordnung. Diese Überfamilie bildet die Schwestergruppe der drei anderen Überfamilien, unter denen die bei weitem größte Überfamilie der Muscicapoidea wiederum basal ist. Diese enthält in nur sieben Familien mit fast 700 gut 75 % der Arten der Muscicapida und ist die Schwestergruppe der beiden übrigen Überfamilien, bei denen die eine – Reguloidea – nur die Familie der Goldhähnchen mit ihren 7 Arten enthält, während die andere die Überfamilie Certhioidea der Baumläufer- und Zaunkönigverwandten mit etwa 150 Arten oder knapp 20 % den weitaus größten Teil neben den Muscicapoidea bilden.

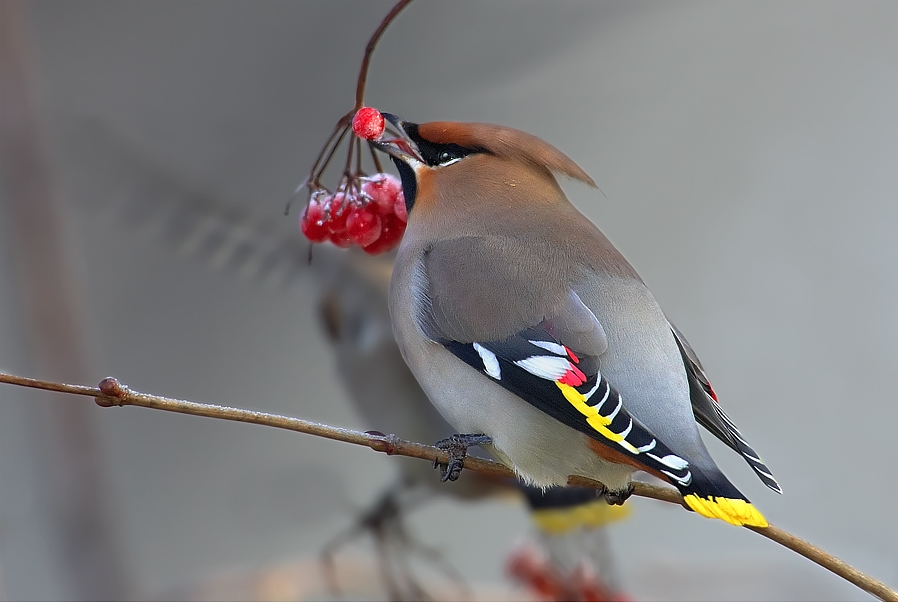
Bombycilloidea: Seidenschwanz (Bombycilla garrulus)
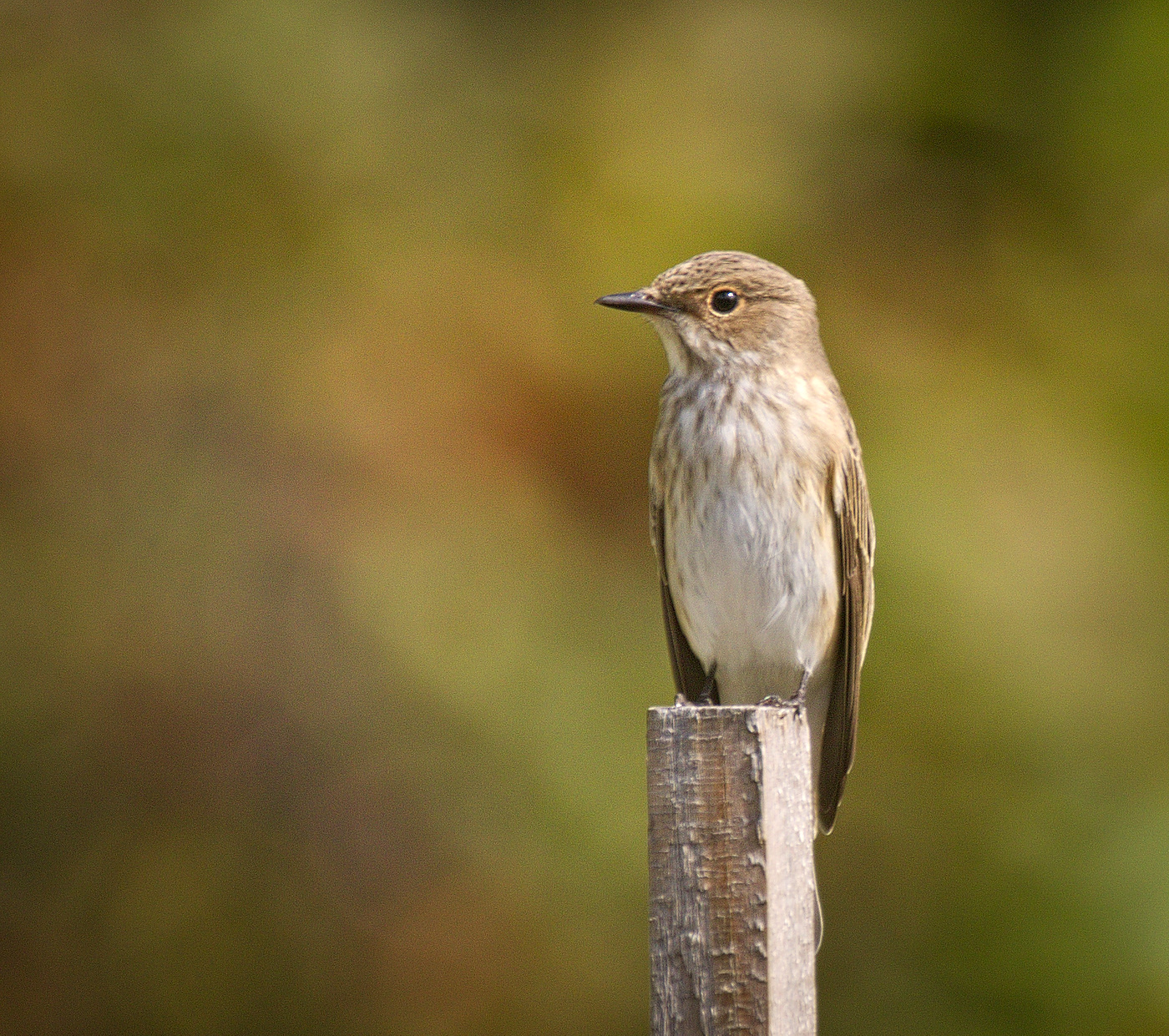
Muscicapoidea: Grauschnäpper (Muscicapa striata)
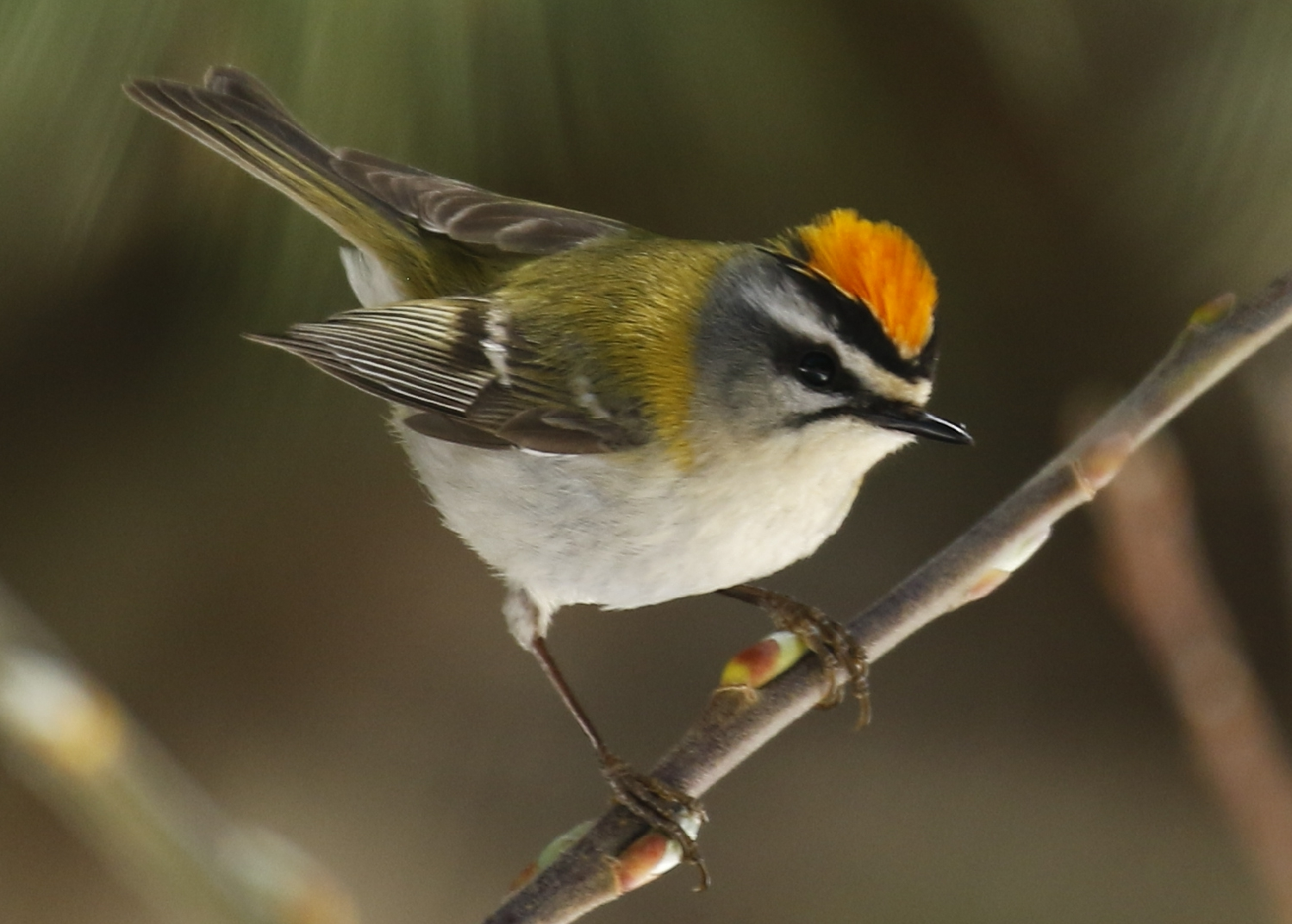
Reguloidea: Sommergoldhähnchen (Regulus ignicapilla)
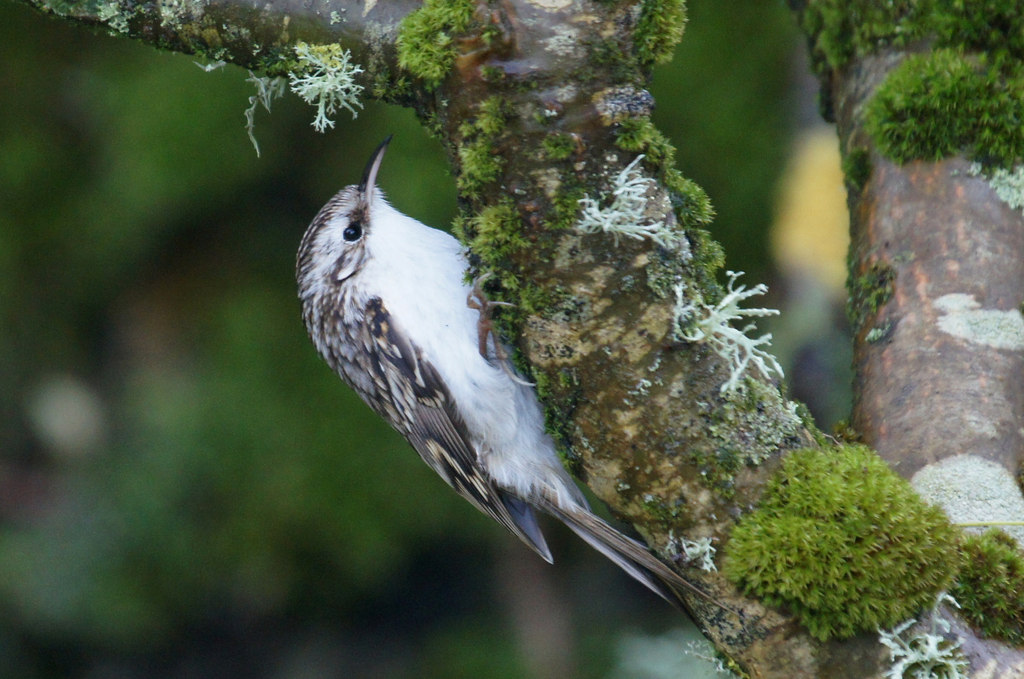
Certhioidea: Waldbaumläufer (Certhia familiaris)

Die Zuordnung der 19 Familien zu den Überfamilien kann dabei als weitestgehend gesichert angesehen werden; nur die Zuordnung der Fleckenbrust-Zaunkönigstimalie (Elachura formosa), die die monotypische Familie Elachuridae bildet, gilt noch als etwas unsicher. Sie steht nach Oliveros et al. basal in der Überfamilie Muscicapoidea könnte nach anderen Analysen aber auch basal in der gesamten Parvordnung stehen.
Auch über die zeitliche und geografische Einordnung der Radiation auf der groben Ebene dieser vier Überfamilien-Kladen kann man mittlerweile Aussagen treffen: diese haben sich nach der Hypothese von Oliveros et al. in Eurasien im späteren Oligozän vor etwa 25 Ma ereignet, also nur kurz nach der oben beschriebenen Trennung der gesamten Parvordnung von der Schwestergruppe der Passerida.
Ebenfalls in der feineren Ebene auf Familien-, Gattungs- und Artniveau ist durch die rezenten phylogenetische Untersuchungen die Struktur klarer geworden. Zur expliziten Struktur unterhalb der Familienebene sei dabei auf die entsprechenden Familienartikel verwiesen. Die genauen Positionen einzelner Knoten des phylogenetischen Baums werden sich wohl in Zukunft noch ändern mögen, doch über den großen Teil der Struktur herrscht mittlerweile Gewissheit. Insbesondere ist die Trennung der beiden sehr großen Familien der Drosseln mit über 170 Arten und der Fliegenschnäpper mit sogar mehr als 340 Arten geklärt, die in der Vergangenheit so problematisch war und zur Bildung übergroßer „Papierkorb-Taxa“ mit Namen Muscicapidae (sensu lato) geführt hatte. Wie weiter oben beschrieben, war noch in den 1990er-Jahren die große Unterfamilie der Schmätzer (Saxicolinae) mit ihren etwa 170 komplett aus den Drosseln in die Fliegenschnäpper umgruppiert worden.
Zeitlich lässt sich dieser Split im frühen Miozän um 17–18 Ma vor der Gegenwart einordnen.
Die verschiedenen Familien der Überfamilie Muscicapoidea erreichen insgesamt im Laufe der letzten 10 Ma dann alle Kontinente bis auf Antarktika. Die Familie der Drosseln allein ist bereits weltweit verbreitet und erreicht mit den Erddrosseln selbst den australischen Kontinent inklusive Tasmanien. Im Anthropozän werden schließlich auch einzelne Arten, insbesondere der Stare (Sturnidae), durch Einschleppung weltweit verbreitet und spielen heutzutage als invasive Spezies in einigen Ökosystemen eine fragliche Rolle. Das bekannteste Beispiel einer solchen Art ist die Hirtenmaina.
Auch die biogeographischen Radiationen der anderen Familien und Unterfamilien wurden untersucht. Die Bombycilloidea diversifizierten sich um 20 Ma vor der Gegenwart auf dem nordamerikanischen Kontinent, kehren teilweise aber nach Eurasien zurück und erreichen mit dem Sulawesiwaldpfeifer (Hylocitrea bonensis) Indonesien und mit den Mohos um 15 Ma vor der Gegenwart schließlich Hawaii.
Ebenfalls die beiden anderen Überfamilien Reguloidea und Certhioidea diversifizieren sich teilweise auf dem nordamerikanischen Kontinent und erreichen später in Teilen (z. B. Zaunkönige) auch Südamerika. Afrika wird dabei allerdings nur durch die Gattung der Stammsteiger (Salpornis) aus der Familie der Baumläufer erreicht.